# Liudu (köpinghuvudort i Kina, Guizhou Sheng, lat 28,31, long 107,50)
Liudu (kinesiska: 流渡, 流渡镇) är en köpinghuvudort i Kina. Den ligger i provinsen Guizhou, i den sydvästra delen av landet, omkring 200 kilometer nordost om provinshuvudstaden Guiyang. Antalet invånare är 19 399. Befolkningen består av 9 451 kvinnor och 9 948 män. Barn under 15 år utgör 24,0 %, vuxna 15-64 år 62 %, och äldre över 65 år 13,0 %.